# Nye tider (Clemens-album)
 For alternative betydninger, se Nye tider. (Se også artikler, som begynder med Nye tider)
Nye Tider er MC Clemens' femte album fra 2007.

## Trackliste
1. . "Tiden Flyver" (Gæstevokal. Nellie Ettison)
2. . "Længe Siden" (Gæstevokal. Janus Soliånd)
3. . "80'er Fly" (Gæstevokal. Natasja Liebgott)
4. . "Skolengårdens Værste"
5. . "La' Dem Hænge"
6. . "Kejserens Nye Klæ'r" (Omkvæd. Anne Linnet)
7. . "Uden Dig"
8. . "Når Samvittigheden Taler"
9. . "Hr. Betjent Part II"
10. . "Vor Tid"
11. . "Hvis Jeg Bli'r Gammel"
12. . "Metropolis" (Gæstevokal. Ida Corr)
13. . "Jaget Vildt"
14. . "Roborock"